# Doce apóstoles de México

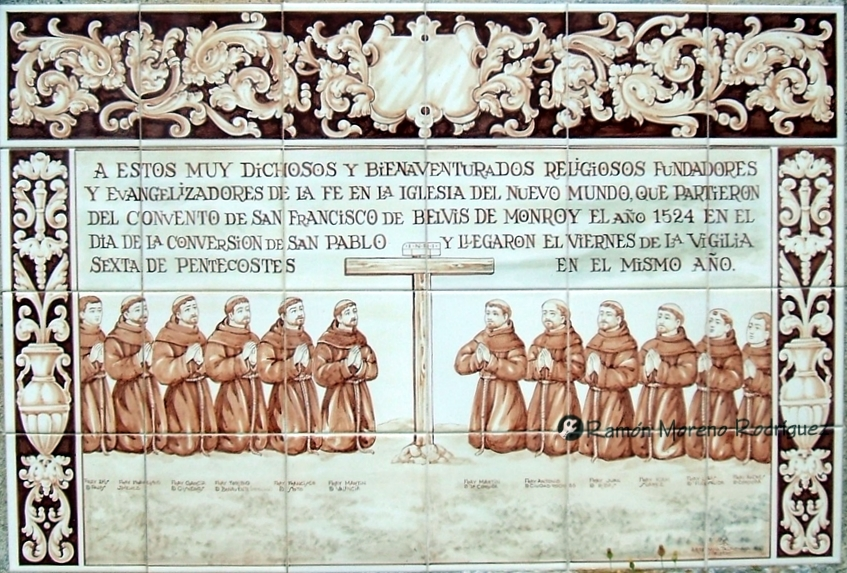
Azulejo ubicado a las afueras del convento de San Francisco del Berrocal de Belvís de Monroy (provincia de Cáceres, España) que reproduce un mural del que se encuentra en la sala capitular del convento franciscano de Huejotzingo, Puebla.

Doce apóstoles de México por José Ferre Clauzel

Los doce apóstoles de México, también conocidos como los doce apóstoles de Nueva España, fue un grupo de doce misioneros franciscanos españoles que vivían en el pequeño convento de Francisco del Berrocal en Belvís de Monroy, del cual salieron para evangelizar la Nueva España.
Llegaron al recién fundado reino de Nueva España el 13 de mayo de 1524 con el objetivo de convertir al cristianismo a la población indígena. El grupo estaba compuesto por:
- Fray Martín de Valencia,
- Francisco de Soto Marne
- Martín de Jesús (o de la Coruña),
- Juan Juárez
- Antonius de Ciudad Rodrigo
- Toribio de Benavente (Motolinia),
- García de Cisneros,
- Luis de Fuensalida,
- Juan de Ribas,
- Fray Francisco Jiménez,
- Andrés de Córdoba y
- Juan de Palos (estos dos últimos hermanos legos).

## Historia de los doce franciscanos
Llegaron a México el 17 o 23 de junio de 1526 la primera misión de doce franciscanos de la Observancia, hecho histórico de notable relieve, pues con ellos comenzó en Nueva España la evangelización ordenada y metódica. Una corazonada del ministro general de la Orden franciscana, Francisco de Quiñones, asumida por el mismo romano pontífice, en 1524, le impulsó a enviar a Indias «un prelado con doce compañeros, porque éste fue el número que Cristo tomó de su compañía para hacer la conversión del mundo».
La prelacía recayó sobre la rica personalidad de fray Martín de Valencia. Le acompañaron: fray Francisco de Soto; Martín de Jesús o de la Coruña; Juan Juárez (o Suárez), quien, junto con fray Juan de Palos, hermano laico, murió en Florida; fray Antonio de Ciudad Rodrigo, quien se distinguió como hábil gobernante y defensor de los derechos de los indígenas; Toribio de Benavente o «Motolinía», fino observador de la naturaleza y de las costumbres de los nativos e infatigable escritor; fray García de Cisneros, primer provincial de la recién creada Provincia; Luis de Fuensalida, quien renunció a la mitra de Michoacán; fray Juan de Ribas, defensor a ultranza del mantenimiento del espíritu de la reforma religiosa; fray Francisco Jiménez, quien recibió ya en Nueva España la ordenación sacerdotal, hábil canonista; y, por último, fray Andrés de Córdoba, también hermano laico.
Fieles a la consigna de no claudicar jamás de la pobreza franciscana, al desembarcar después de la larga travesía recorrieron a pie y descalzos las sesenta leguas que separan el puerto de Veracruz de la Ciudad de México. Hernán Cortés los recibió con muestras de veneración y los agasajó solemnemente. Los franciscanos fueron un aldabonazo para los españoles y un descubrimiento para los indios. El contraste resultaba llamativo. Les seguían y les rodeaban los indios sin parar, hablando en el idioma local, del que los piadosos hijos de San Francisco no sacaban en limpio más que una constante repetición de la palabra «motolínea».
La insistencia de los nativos les picó la curiosidad y preguntaron qué significaba aquel vocablo. Les contestaron que quería decir «pobre» o «pobres». El impetuoso fray Toribio de Benavente, llevado de su entusiasmo, hizo de aquella palabra india su propio apellido. Una vez asentados en la región, pidieron a los caciques y principales que les enviasen sus hijos para educarlos en la fe cristiana. No les resultó fácil convencer a los respectivos progenitores, pero no se desalentaron, y los colegios franciscanos resultaron una institución de primer rango en el México cristiano. Además, se convencieron pronto de que era necesario dominar el idioma de los nativos y llegaron a ser maestros en un menester tan humanista. Celebraron un Capítulo franciscano y dividieron la extensa región en cuatro provincias, que fueron la base de la definitiva organización franciscana en tierras mexicanas